# Maicel Malone-Wallace
Maicel Donee Malone-Wallace, ameriška atletinja, * 12. junij 1969, Indianapolis, ZDA.
Nastopila je na poletnih olimpijskih igrah v letih 1992 in 1996, ko je osvojila naslov olimpijske prvakinje v štafeti 4×400 m, leta 1992 pa se je v teku na 400 m uvrstila v polfinale. Na svetovnih prvenstvih je osvojila naslov prvakinje leta 1993 ter srebrni medalji v letih 1997 in 1999 v štafeti 4x400.